# Karel Kraus
Ne doit pas être confondu avec Karl Kraus.
Pour les articles homonymes, voir Kraus.
Karel Kraus, né le 28 janvier 1920 à Plzeň et mort le 15 mars 2014 à Prague, est un dramaturge, scénariste, traducteur, essayiste et théoricien littéraire tchèque.
Il est le collaborateur durant des années du metteur en scène Otomar Krejča.

## Biographie
Il étudie l'histoire littéraire à la Faculté des lettres de l'université Charles de Prague, études qu'il ne peut reprendre qu'après la fin de la Seconde Guerre mondiale. Il travaille ensuite comme professeur et dramaturge au Théâtre de Vinohrady, d'où il doit partir en 1950 et exerce ensuite au département d'écriture de scénarios du Cinéma d'État tchécoslovaque.
En 1956, il commence à collaborer avec Otomar Krejča comme dramaturge du Théâtre national. En 1961, libéré du Théâtre national pour raisons politiques, il est transféré à l'Institut du Théâtre (Institut umění – Divadelní ústav (cs)). En 1965, il fonde avec Krejča le Divadlo za branou. Lors de sa fermeture en 1972, il était travailleur indépendant, mais n'était pas autorisé à travailler dans le domaine culturel. Il signe la Charte 77 et, à partir de 1986, devient le rédacteur en chef de la revue Samizdat O divadle. De 1990 à 1995, il travaille comme dramaturge au sein du Divadlo za branou II. 
On lui doit aussi des traductions de textes dramatiques de l'allemand et du français, et avec Josef Topol, ainsi que de pièces de Tchekhov. 
Il reçoit en avril 2002 le prix F. X. Šalda (pour l'année 2001) pour son livre Le théâtre au service du drame. En 2010 , il obtient le prix du Ministère de la Culture pour sa contribution au domaine du théâtre. 